# Responsa
La Responsa (en llatí: respondum) comprèn un cos de decisions escrites i regulacions de les autoritats legals rabíniques, en resposta a les preguntes dirigides a ells, prèviament formulades pels fidels. A l'era moderna, aquesta paraula es fa servir per descriure les decisions i les regulacions dels acadèmics experts en tot el relacionat amb l'aplicació de llei religiosa.

## Judaisme
A la literatura rabínica, la responsa és coneguda amb el nom de Sheleot o-Teshuvot (en hebreu: שאלות ותשובות) (en català: "preguntes i respostes"), i comprèn el cos de decisions escrites i regulacions ofertes pels poskim (els rabins que interpreten la llei jueva).
La responsa del judaisme rabínic constitueix un gènere dins de la literatura rabínica, en ella hi ha els comentaris (meforshim) dedicats a la Bíblia Hebrea (el Tanakh), la Mixnà, el Talmud, i els codis legals que marquen els esdeveniments de la vida quotidiana.
La literatura de la responsa cobreix un període de 1.700 anys i ha acompanyat al poble jueu. La responsa ha donat lloc al desenvolupament d'una literatura legal basada en la llei jueva, la halacà, i ha tingut com a resultat l'elaboració de diversos codis legals al llarg de la història del poble jueu.
La responsa juga un rol important en el desenvolupament de la llei jueva. Les preguntes plantejades són generalment de tipus pràctic, sovint relacionades amb noves contingències imprevistes, que no han estat prèviament detallades en els codis legals, de manera que la responsa complementa a aquests codis de la llei jueva.
La responsa funciona com una font de la llei, o almenys com un precedent legal, que pot ser consultada per aquells erudits rabínics que posteriorment han de prendre les decisions legals necessàries a les seves regulacions. D'aquesta manera, la responsa pot ser incorporada als nous codis legals.
A més de les peticions relacionades amb els dictàmens dels experts en matèria de halacà, moltes de les qüestions plantejades són de caràcter teòric, o bé poden estar relacionades amb una responsa rabínica anterior.
La responsa ha de contenir regulacions referents a: l'ètica, els negocis, la filosofia, la religió, l'astronomia, les matemàtiques, la història, la geografia, així com les diferents interpretacions de certs passatges de la Bíblia, la Mixnà, la Guemarà, el Talmud, i el Midraix.
Encara que la literatura jueva inicialment tenia poques obres de caràcter històric, moltes notes referents a la història del judaisme han estat introduïdes a la responsa. La responsa conté informació valuosa sobre la cultura jueva, i sobre els països on els jueus van viure.
La informació pot donar pistes sobre les relacions socials i morals d'altres èpoques, ocupacions, la llar, els costums, les expressions d'alegria i tristesa, les distraccions, i fins i tot els jocs. La responsa rabínica, és un element important per comprendre i per interpretar el text de la Mixnà i la Guemarà.

## Església Catòlica Romana
A l'Església Catòlica Romana, una responsa, és una resposta que ha estat efectuada per la Congregació de la doctrina de la Fe sobre certes qüestions relacionades amb la fe i la moralitat. El Sant Ofici és l'única organització vinculant de l'Església en matèria de doctrina, i té el dret exclusiu de publicar una responsa per als fidels.